# Swjatopolk I. (Russland)

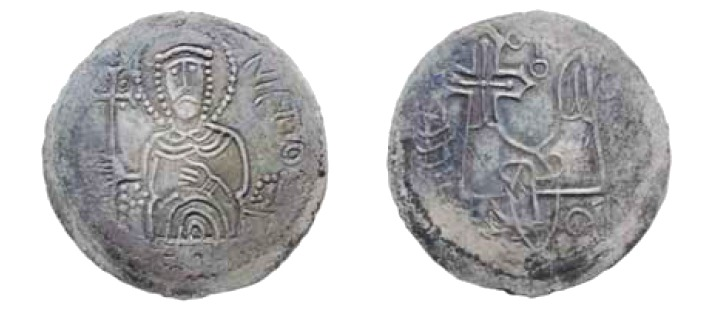
Münzen Swjatopolks

Swjatopolk I. (altostslawisch: Свѧтопълъкъ Володимѣровичь, Svętopŭlŭkŭ Volodiměrovičǐ, ukrainisch Святополк Володимирович, Swjatopolk Wolodymyrowytsch, russisch Святополк Владимирович, Swjatopolk Wladimirowitsch; * 978 oder 979; † 1019) war Fürst von Turow (um 990–1019) und Großfürst von Kiew (1015–1016 und 1018–1019).
Sein Beiname Okajanny (ukr. Окаянний, russ. Окаянный, „der Verfluchte“) rührt daher, dass sein (Adoptiv-)Vater Wladimir I. seine Mutter zur Frau genommen hatte, nachdem er ihren Mann, seinen Halbbruder Jaropolk I., hatte ermorden lassen.

## Leben
Swjatopolk wurde wahrscheinlich 978 oder 979 geboren. Es ist unklar, wer sein Vater war. Wahrscheinlich war er ein Sohn von Jaropolk I. und einer tschechischen Mutter. Nach dessen Tod nahm Wladimir die wahrscheinlich schwangere Witwe zur Frau und akzeptierte das Kind als legitimen Erben.
Um 990 wurde ihm von Wladimir das neu gegründete Fürstentum Turow übergeben.
Er heiratete eine Tochter des polnischen Herrschers Bolesław I.
Nach dem Tod Wladimirs 1015 setzte er sich zunächst in der Hauptstadt Kiew als neuer Großfürst durch. Sein Halbbruder Jaroslaw hielt sich allerdings in Nowgorod, der zweitwichtigsten Stadt der Rus, und sammelte dort skandinavische Krieger. Im Rahmen der ersten Kämpfe wurden Boris und Gleb, zwei weitere Söhne Wladimirs, ermordet, wofür die Nestorchronik Swjatopolk die Schuld gibt. Im Sommer 1016 standen sich die Heere Swjatopolks und Jaroslaws drei Monate lang gegenüber. Schließlich kam es zur Entscheidungsschlacht, bei der Swjatopolk unterlag. Er floh nach Polen zu seinem Schwiegervater, der daraufhin zu seinen Gunsten in der Kiewer Rus zu intervenieren versuchte. Im Sommer 1017 griffen Jaroslaw I. und Kaiser Heinrich II., einer vorherigen Absprache folgend, Bolesław I. von zwei Seiten her an. Im Sommer 1018 gelang es Bolesław jedoch, Kiew zu erobern und Swjatopolk erneut als Großfürst einzusetzen. Jaroslaw konnte zwar nach Nowgorod fliehen, seine weiblichen Verwandten und ein großer Goldschatz fielen in die Hände des polnischen Königs. Kurz darauf vertrieb Jaroslaw Swjatopolk allerdings wieder aus Kiew. Danach spielte Swjatopolk keine politische Rolle mehr.